# Ichthyotettix
Ichthyotettix is een geslacht van rechtvleugeligen uit de familie Pyrgomorphidae. De wetenschappelijke naam van dit geslacht is voor het eerst geldig gepubliceerd in 1901 door Rehn.

## Soorten
Het geslacht Ichthyotettix omvat de volgende soorten:
- Ichthyotettix inexpectatus Fontana, Buzzetti, Mariño-Pérez & García García, 2011
- Ichthyotettix mexicanus Saussure, 1859
- Ichthyotettix stricticaudatus Fontana, Buzzetti, Mariño-Pérez & García García, 2011